# 長遼高速道路
長遼高速道路（長春-遼源高速道路）（ちょうりょうこうそくどうろ、簡体字: 长辽高速公路（长春-辽源高速公路））は、中華人民共和国東北部の長春市と遼源市を結ぶ高速道路。路線番号はG0112。

## 路線
長遼高速道路は京哈高速道路の支線であり、全線が吉林省内に位置する。路線は長春市を起点とし、伊通満族自治県を通過し、終点の遼源市に至る。2009年9月26日に供用開始。